# 카르나크 (마블 코믹스)
카르나크(영어: Karnak 카낵[*])는 마블 코믹스의 슈퍼히어로 캐릭터이다. 인휴먼스 종족의 일원이자 아틸란 왕가의 인척으로 트리톤의 형. 인휴먼 이름은 카르나크 만데르아주르(Karnak Mander-Azur)이다. 인휴먼이지만 테리젠 안개를 쐬지 않아 초능력이 없고, 대신 수련을 통해 무술과 약점 간파술을 터득했다. 1965년 12월 《판타스틱 포》 45호에 처음 등장했고, 스탠 리와 잭 커비가 공동 창작하였다.

## 담당 배우

### TV 드라마
- 인휴먼스(2017) - 켄 렁

## 담당 성우

### TV 애니메이션
- 판타스틱 포(1994) - 클라이드 쿠사추
- 헐크와 스매쉬 요원들(2013) - 프레드 태터쇼어